# Ouzouer-le-Marché
Ouzouer-le-Marché ist eine Ortschaft und eine ehemalige französische Gemeinde mit 1.974 Einwohnern (Stand 1. Januar 2022) im Département Loir-et-Cher in der Region Centre-Val de Loire. Sie gehörte zum Arrondissement Blois und zum Kanton La Beauce. Die Einwohner werden Oratoriens genannt.

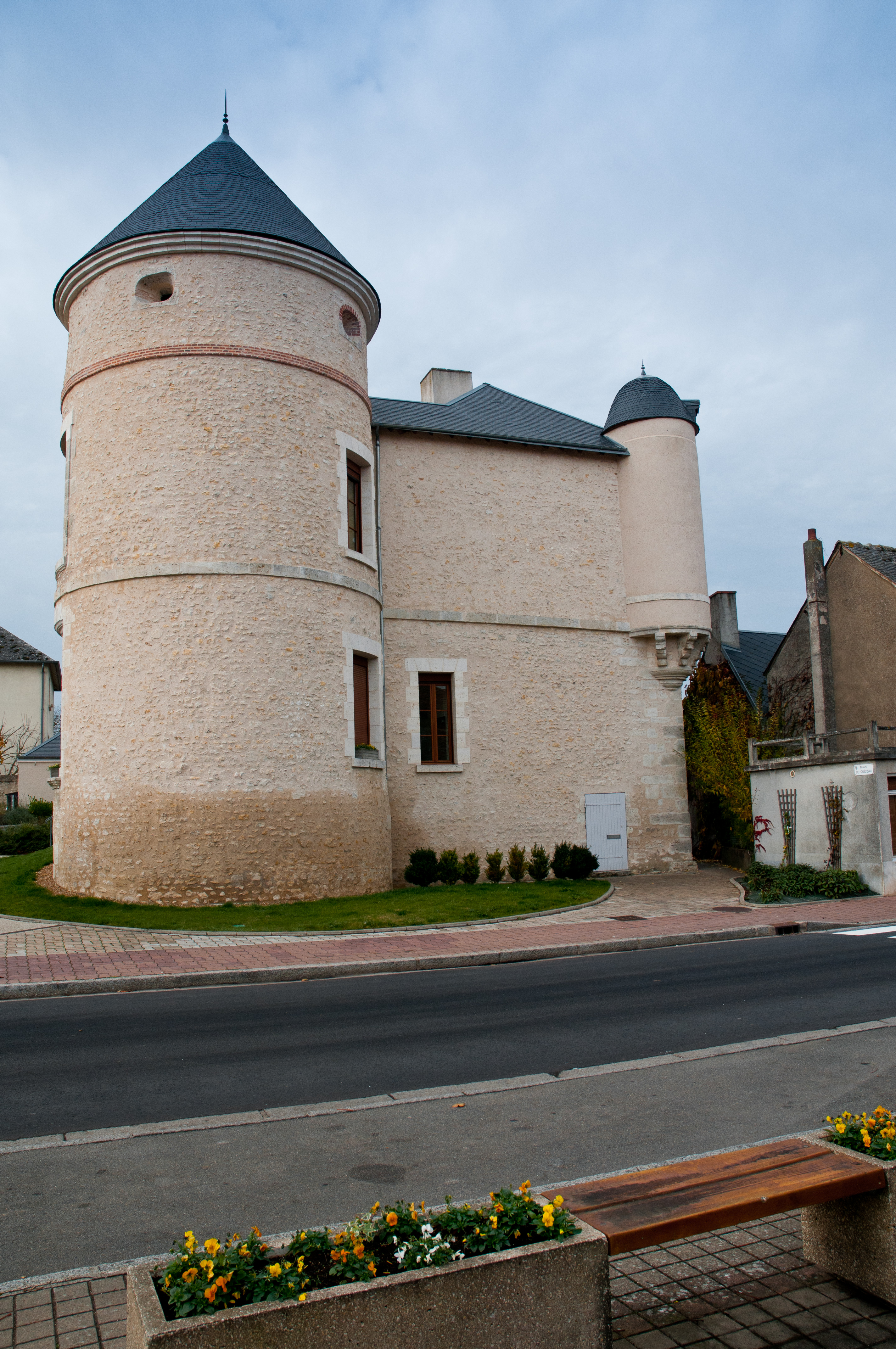
Schloss Ouzouer

Ouzouer-le-Marché wurde mit Wirkung vom 1. Januar 2016 mit den früheren Gemeinden La Colombe, Membrolles, Prénouvellon, Semerville, Tripleville und Verdes zur Commune nouvelle Beauce la Romaine zusammengeschlossen und übt in der neuen Gemeinde den Status einer Commune déléguée aus.

## Lage
Ouzouer-le-Marché liegt etwa 28 Kilometer westlich von Orléans an der Quelle des Aigre. Nachbarorte sind Prénouvellon im Norden, Charsonville im Nordosten, Baccon im Osten und Südosten, Villermain im Süden, Saint-Laurent-des-Bois im Südwesten, Binas im Westen sowie Tripleville im Nordwesten.

## Bevölkerungsentwicklung
| Jahr                       | 1962 | 1968 | 1975 | 1982 | 1990 | 1999 | 2006 | 2013 |
| -------------------------- | ---- | ---- | ---- | ---- | ---- | ---- | ---- | ---- |
| Einwohner                  | 1415 | 1365 | 1371 | 1498 | 1434 | 1576 | 1774 | 1989 |
| Quellen: Cassini und INSEE |      |      |      |      |      |      |      |      |

## Sehenswürdigkeiten
- Kirche Saint-Martin
- Schloss Ouzouer-le-Marché
- Wegekreuz in Chandry, Monument historique
- Dolmen Pierre Daillot

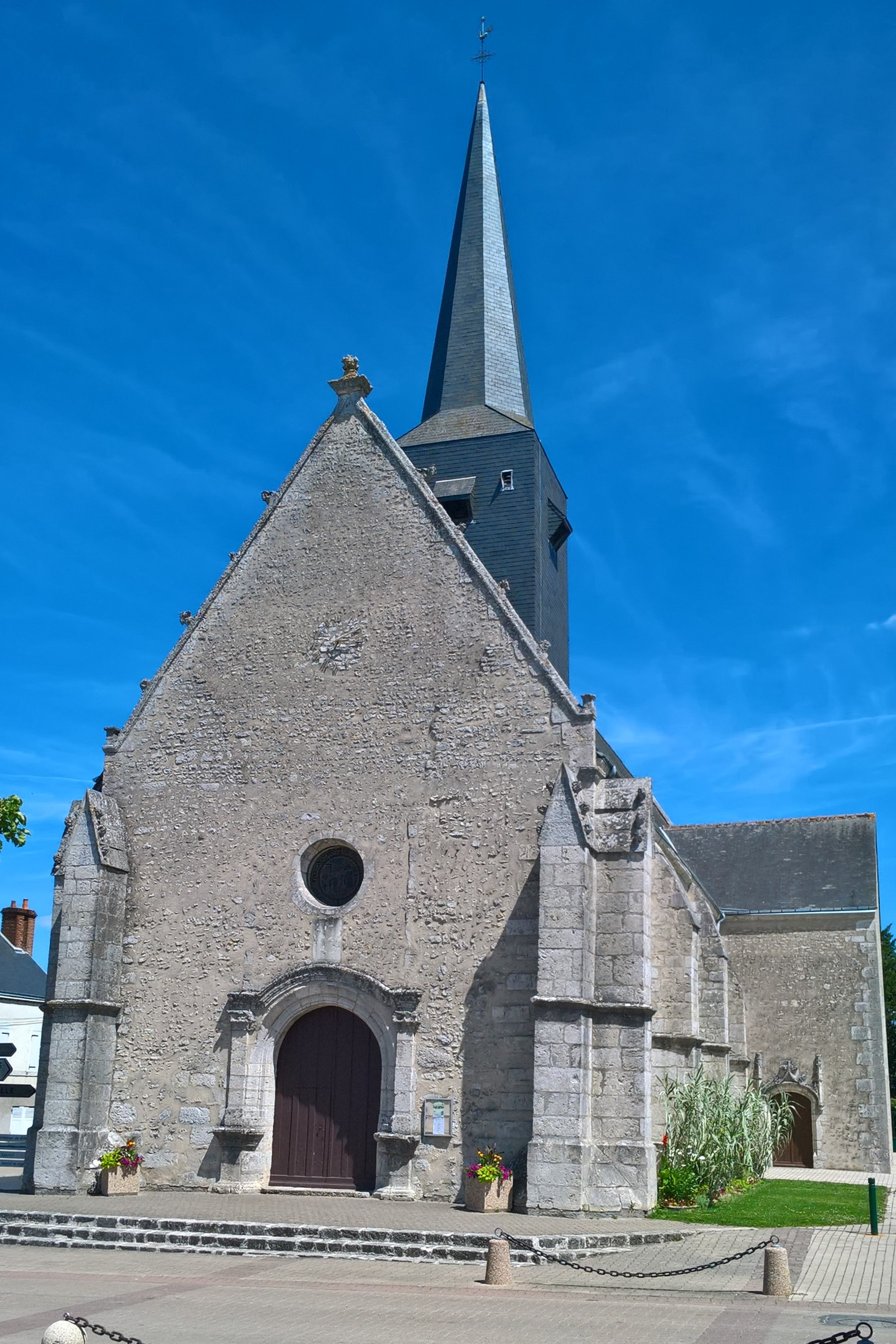
Kirche St. Martin
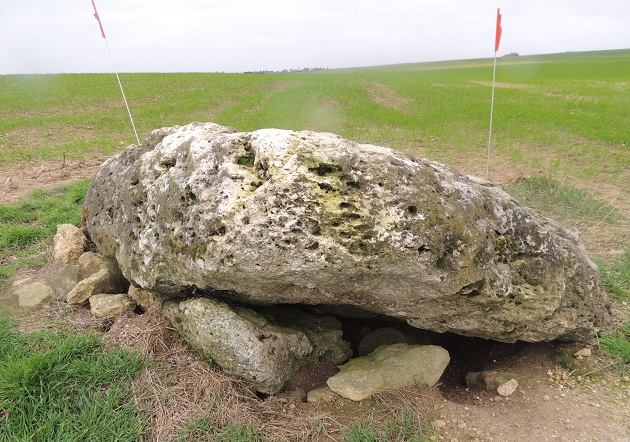
Dolmen Pierre Daillot